# Gnosca
Gnosca est une localité et une ancienne commune suisse du canton du Tessin, située dans le district de Bellinzone.

Photo aérienne (1953)

Le 2 avril 2017, elle est rattachée à la commune de Bellinzone.

## Honneur
L'astéroïde (43028) Gnosca, découvert à Gnosca, est nommé en son honneur.